# Саратовский (Кугарчинский район)
Саратовский (баш. Һарытау) — хутор в Кугарчинском районе Республики Башкортостан Российской Федерации. Входит в состав Исимовского сельсовета.

## География

### Географическое положение
Расстояние до:
- районного центра (Мраково): 20 км,
- центра сельсовета (Исимово): 7 км,
- ближайшей ж/д станции (Мелеуз): 85 км.

## Население
| 2002 | 2009 | 2010 |
| ---- | ---- | ---- |
| 103  | ↗134 | ↘126 |

Национальный состав
Согласно переписи 2002 года, преобладающая национальность — башкиры (75 %).